# Трамбел
Трамбел (др.-греч. Τράμβηλος) — персонаж древнегреческой мифологии.
Сын Теламона и Гесионы. Царь лелегов с Лесбоса. Влюбился в Априату и пытался овладеть ей, но она сопротивлялась, и он бросил её в море. Вскоре убит Ахиллом, который воздвиг на берегу курган — героон Трамбела. По рассказу милетцев, Ахилл убил его и омылся после этого в Ахилловом источнике в Милете.